# Karl Wackerbauer
Karl Otto Wackerbauer (* 18. September 1931 in München; † 9. November 2015) war ein deutscher Brauereiingenieur und Hochschullehrer.

## Leben
Wackerbauer ist der Sohn des Schreiners Karl Wackerbauer; seine Mutter Maria Wackerbauer, geb. Krug, starb bereits drei Jahre nach seiner Geburt, sodass er als Pflegesohn beim Onkel Michael Wackerbauer aufwuchs. In München besuchte er die Volksschule und die Rupprecht-Oberrealschule, die er 1951 mit der Reifeprüfung abschloss. Anschließend absolvierte er zunächst in Nesselwang und München eine Ausbildung zum Brauer und Mälzer. Nach praktischer Tätigkeit in verschiedenen Brauereien nahm er 1955 ein Studium auf zum Diplom-Braumeister an der Technischen Hochschule München, Fakultät für Brauwesen in Weihenstephan. Nach der brautechnischen Fachprüfung 1957 setzte er das Studium zum Diplom-Brauereiingenieur an der Technischen Universität Berlin fort, wo 1959 die Diplomhauptprüfung erfolgte.
Bis 1962 war er in Hagen bei der Andreas-Brauerei tätig und ab dem Wintersemester 1962 Wissenschaftlicher Mitarbeiter der Revisionsabteilung im brautechnologischen Beratungsdienst der Versuchs- und Lehranstalt für Brauerei (VLB) in Berlin. Von 1962 bis 1966 war er in der Biologischen Abteilung der VLB tätig, wo er seine Dissertation vorbereitete. 1967 wurde er bei Siegfried Windisch an der Technischen Universität Berlin zum Dr.-Ing. promoviert. 
1970 wurde er Abteilungsleiter des Brautechnologischen Beratungsdienstes und Assistenzprofessor für Brauereitechnologie an der TU Berlin. 1975 habilitierte er sich und wurde zum 1. Juli 1977 auf den Lehrstuhl für Brauereitechnologie an der TU Berlin berufen. In Personalunion übernahm er auch Leitungsfunktionen bei der Versuchs- und Lehranstalt für Brauerei: Neben seiner Tätigkeit als Forscher auf den Gebieten der Brauereitechnologie und -biologie blieb er besonders engagiert in der theoretischen und praktischen Brauerausbildung. 
Ab dem 1. April 1989 übernahm Wackerbauer die Funktion von Hanswerner Dellweg als Wissenschaftlicher Direktor des Instituts für Gärungsgewerbe und Biotechnologie. In den 1990er Jahren trug er maßgeblich zur Integration seines Fachs in den Studiengang Biotechnologie bei. Nach seiner Emeritierung 1999 übte er seine Tätigkeiten noch bis zur Berufung seines Nachfolgers Frank-Jürgen Methner 2004 aus. Sein Nachfolger als Wissenschaftlicher Direktor des Instituts für Gärungsgewerbe und Biotechnologie wurde 1999 Ulf Stahl.

## Auszeichnungen
- 1981: Bayerischer Bierorden

## Veröffentlichungen (Auswahl)
- Die bierschädlichen Bakterien der Gattung Lactobacillus und ihr serologischer Nachweis (Dissertation), TU Berlin, 1967